# Mráz přichází z Hradu
Mráz přichází z Hradu je román Michala Viewegha. Kniha byla publikována roku 2012. Jedná se o volné pokračování Mafie v Praze.
Autor ve svém díle volně mísí fikci s realitou, podle Viewegha jde o thriller a jízlivou, společensko-politickou, satiru.
Román byl druhou nejpůjčovanější knihou od českého autora v českých knihovnách v roce 2013.

## Postavy a kompozice
Na rozdíl od Mafie v Praze autor používá skutečná jména postav, byť jsou knižní postavy svými skutečnými předobrazy jen lehce inspirovány.
Jména postav z předešlého dílu, pokud přežily, byla změněna také (Kokta je tedy Radek John, Boris Vítek – Vít Bárta, Ondřej Valounek – Ondra Palounek, kmotr Mord – Roman Janoušek…). V knize se vedle fiktivních postav objevuje i mnoho skutečných postav, třeba Václav Klaus, Ladislav Jakl, Petr Hájek, Roman Janoušek, Vít Bárta, Kateřina Klasnová, Jana Nagyová, Petr Nečas, Daniel Landa, Dominik Duka, Livie Klausová, Radek John… aj.
Román se odehrává v období tří dnů (čtvrtek, pátek a sobota), každý den je jednou kapitolou, ta je dále členěna na číslované podkapitoly. Román obsahuje i prolog a epilog, navíc knihu protínají tři krátká „intermezza“ v podobě supertajného deníku.

## Nástin děje
Lenny, homosexuální milenec Václava Klause, je za podivných okolností utopen, jeho kamarádka, transsexuálka Kristýna Škvárová se snaží zjistit více podrobností o jeho smrti.
Mladí neonacisté Strašák a Brutál zapálili bezdomovce a později i ukradli náhrobky ze židovského hřbitova.
Novináři Marek Konwicki a Diana Renková (snoubenci), nalezli v netbooku Darka Balíka (znám z Mafie v Praze, jeho předobrazem je Marek Dalík) video, ve kterém Václav Klaus tajně jedná s Putinem v Kremlu a slibuje mu, že odtrhne Českou republiku od Evropské unie a udělá všechno možné, aby Evropskou unii rozbil.
Kmotr Janoušek (přezdívaný Romeš, Voldemort, nebo Mazánek) se dohaduje s Vítem Bártou, je naštvaný, že ho "VéVéčka" (Věci veřejné) stály víc než 200 milionů a přitom směřují do propadliště dějin. Bárta se snaží Janouška uklidnit s tím, že odposlouchává Prezidenta, a že díky tomu mu Klaus vlastně „zobe z ruky“, což Janouška nakonec uklidní. U Janouška byl s Bártou i John, ale jejich hádku prospal, protože byl opilý.
Jana Nagyová (přezdívaná Carevna), poradkyně a milenka Petra Nečase, předsedovi vlády po ránu sdělí, že má novým ministrem průmyslu a obchodu jmenovat Martina Kubu, Nečas nesouhlasí, protože ho prý „pase“ kmotr Dlouhý, a taky by měl podržet ve funkci Langa (šéf BIS), který má problémy, kvůli uniklým odposlechům mezi Janouškem a Bémem. Nečas Janě nakonec všechno odsouhlasí.
Kristýna navštíví Alexandra Lounského (přezdívaný Saša), novináře MF Dnes, dala mu nějaké fotky a Lennyho deník, a také mu sdělila své domněnky, že Lennyho zavraždila ruská tajná služba FSB, Saša ji prozatím příliš nevěří.
Livie Klausová je na Maledivách se svým milencem Kevinem, což je Bártův informátor. Kevin je později záhadně utopen, což mají na svědomí také Rusové.
Nagyová se sešla s Janouškem U myšáka. Janoušek chtěl, aby Nečas novým ministrem spravedlnosti jmenoval Pavla Blažka (poté co byl odvolán Jiří Pospíšil). Nečas později souhlasil.
Ruský velvyslanec Sergej Kiseljov, měl plán, chtěl, aby v Praze na Prague Pride (pochod sexuálních menšin) vybuchla bomba, čímž jeho podřízený zvaný Generál pověřil neonacisty Strašáka a Brutála, oba měli být obětováni a vina měla být svalena na Národní stranu. Oba byli fiktivní zakladatelé této strany. Kiseljov se také chtěl zbavit Bárty, protože měl mnoho choulostivých odposlechů prezidenta Klause.
Klaus přebral Puškinovu cenu, což byla jen zástěrka, aby se mohl setkat s Kiseljovem.
Pražský primátor Svoboda byl sponzorován Janouškem, ale po zvolení se Svoboda od Janouška distancoval a zrušil zakázky, které byly Janouškovi přihrány. Primátor odjíždí do Žlutých lázní, na oslavu Janouškových narozenin. Opilý Janoušek ho vyzve na šermířský duel.
Novinářka Diana zjistila, že Svobodova očista pražského magistrátu, bylo jen divadlo a ve skutečnosti jen Janouška vystřídal kmotr Palounek, nově uzavřené tendry byly připravené na míru jeho společnostem.
Dvořák (šéf DPP) se svou matkou, Rittigem a právníky jednali v horkovzdušném balónu. Let jim zprostředkovala Kristýna, která vlastnila zážitkovou agenturu.
Janouškova narozeninová párty, na které bylo mnoho politiků a veřejně činných osobností, končila. Janoušek odjížděl a cestou srazil mladou Vietnamku, opilému Janouškovi policisté nezabavili řidičák a nechali ho telefonovat. Na místo nehody se sjížděli novináři.
Bárta pojal podezření, že byl otráven, John předal vzorky Bártovy moči a zvratek do laboratoře, kde zjistili, že opravdu byl otráven poloniem, snažili se ho otrávit postupně, ale předávkovali ho, podobně jako Litviněnka. Bárta pomalu umíral v nemocnici.
Saša s Plukovníkem poznali na fotkách od Kristýny potápěče, což byl nájemný vrah Robert Rachardžo. Odjíždí policejním vozem společně za Kristýnou, Saša si domyslel, že ruská tajná služba vraždí milence prezidentského páru, aby neutrpěla jejich image a byly „použitelní“, až když Klaus „předá“ republiku Rusku. Když dojeli za Kristýnou, tak zrovna přistával balon s Dvořákem a Rittigem, Rittig se rychle pokouší sníst smlouvy, které společně v oblacích uzavřeli. Saša to všechno pochopitelně vyfotil.
Dva neonacisté Strašák a Brutál byli zatčení a vyslýcháni.
Nagyová se domlouvá na spolupráci s kmotrem Dlouhým a Oulickým, protože Janouškovi a Rittigovi už mediální kauzy znemožnily „činnost“. Janouškovi „zavařila“ jeho automobilová nehoda a Rittigovi pojídání smluv.
Dianě Česká televize odmítla odvysílat její reportáž o Klausovi, a proto byla nucena ji sestříhat, ovšem díky svému ženskému šarmu přesvědčila technika, aby „omylem“ kazety prohodil, až je bude pouštět v Událostech. V reportáži bylo řečenou, že Klaus je vlastně ruský agent, na fotce byl s Putinem, který měl nasazenou na hlavě Svatováclavskou korunu, také v reportáži mluvila Kristýna, o tom, že Rusové zabili Lennyho, Klausova milence.
Saša přistihl Svobodu a Palounka, jak prchají na letadlo do Hongkongu, nezapomněl je vyfotit.
Generálovi nevyšel jeho plán s teroristickým útokem na Prague Pride, zabránili mu v tom Plukovník, Hruška a Marek Konwicki, zpacifikovali ho, než stačil odpálit bombu v alegorickém voze. Právě mu zvonil mobil, Nagyová mu oznamovala, že jede s Nečasem a Cameronem vlakem do Bruselu a Nečas fiskální pakt nepodepíše.
V epilogu si Sergej Kiseljov pomyslel, že prohrál bitvu, ale ne válku. Seděl s Zemanem, Šloufem a Langem u Zemanovy chaty v Novém Veselí (Vysočina). Ukázal Zemanovi logo jeho nové strany – Strany Práv Občanů. Miroslav Šlouf tvrdil, že kampaň musí být bombastická, ale musí působit skromně.